# Да Винчијев код
„Да Винчијев код“ (енгл. The Da Vinci Code) је роман који је написао амерички писац Ден Браун (енгл. Dan Brown). Роман је издат 2003. године. Био је светски бестселер са преко 80 милиона продатих примерака (до 2009. године) и преведен је на 44 језика, укључујући и српски.
Спајањем елемената детективског романа, трилера и романа о завери, прича је заинтересовала многе људе. Наиме, ради се о објашњавању разних теорија о легенди о „Светом гралу“ − пехару тајне вечере и улози Марије Магдалене у историји хришћанства - теорије које хришћани сматрају јеретичким и које су критиковане као историјски нетачне.
Књига је други део трилогије књига која је почела Брауновим романом из 2000. године који се зове „Анђели и демони“ (енгл. Angels and Demons) у којем се читаоци упознају са главним јунаком Робертом Лангдоном. Новембра 2004. године, „Рендом Хаус“ (енгл. Random House) је издао специјално илустровано издање књиге са преко 160 илустрација.
У књизи се тврди да је Римокатоличка црква била умешана у заверу да се сакрије истинита прича о Исусу Христу. Под овим се подразумева да Ватикан функционише на основу лажи, али ништа не признаје како би били на власти. Присталице књиге тврде да је књига врло креативна, узбудљива и подстиче на размишљање, док критичари нападају књигу због чињенице да су стварне чињенице и псеудоисторија измешане на такав начин да збуњујуе читаоце са слабијим знањем.

## Теме
Цели роман говори о завери католичке цркве и о потрази за доказима о тој завери. Према Брауну, Библија у садашњем облику је састављена у 3. вијеку од стране римских моћника предвођених царем Константином. На том састанку је одлучено што ће стајати у Библији, а што ће бити изостављено. У то доба у Риму је владао политеизам (паганство), док је и сâм Константин био свештеник култа Сунца (Сола Инвиктуса). Већи део народа Рима је почео прихваћати учење Исуса Христа и да прихвата хришћанство. Константин I, у страху да ће изгубити моћ и да ће Римско царство бити подељено на два дела: хришћански и пагански, одлучује променити службену религију Рима у хришћанство и организује писање нове Библије, али у ту Библију убацује мноштво паганских симбола (као нпр. да је недеља свети хришћански дан, јер се недељом славило Сунце у његовом култу).

### Права природа Исуса Христа
Према Брауну, Исус Христ је био човјек, а не Син божји по учењу неких цркава. Константин I је прогласио Исуса Христа Богом из разлога како би учврстио моћ Рима. На тај начин је убедио свет да је римска црква (Ватикан) једини начин да се успостави веза са Богом, те тако осигурао опстанак Рима. Према Брауну, Исус је био Божији пророк (посланик) којем је Бог дао неке моћи које су биле ускраћене другим људима. Браун наводи да је Исус био ожењен, јер је сваки Јевреј у Јерусалиму морао бити ожењен. Његова супруга према Брауну је била Марија Магдалена, коју Ден Браун не описује као проститутку. Када је Исус био разапет на крсту, Марија Магдалена је била трудна и носила је Исусово дете, што је главни доказ Исусовог људског порекла.

### Свети Грал и Последња вечера
Према Библији, на последњој вечери у Исусовом животу, вечери пре његовог разапињања, Исус је са својих 12 апостола јео хлеб и пио вино и тада је рекао да ће га неко од апостола издати. Вино су пили из једног пехара у којем се следећи дан налазила Исусова крв. Тај пехар се према Библији зове Свети Грал. Браун тврди да је Свети Грал у ствари Марија Магдалена. Исусови следбеници, у страху да би неверници могли наудити Марији Магдалени и њеном детету, кријумчаре Магдалену у данашњу Француску гдје се она порађа. Браун тврди да је библијско учење да се у Светом Гралу налази Исусова крв, у ствари метафора којом се говори да Марија Магдалена носи Исусово дете тј. у њој се налази Исусова крв, односно Исусово дете. Такође, Браун у роману тврди да је Исус оставио Магдалени у наслеђе да води цркву, а не апостолу Петру.
Уметник Леонардо да Винчи слика Последњу вечеру, уметничко дело на којем приказује Исуса на његовој задњој вечери у животу. Поборници теорија завере истичу да се на столу уопште не налази пехар (Свети Грал), него свако за столом има своју чашу. Библија тврди да се за столом налази Исус са дванаест апостола, док Браун у роману тврди да је Да Винчи насликао Исуса, 11 апостола и Марију Магдалену која седи Исусу са његове десне стране и додирују се куковима и да, ако њих двоје замене места, изгледа као да су наслоњени једно на друго. Следећи важан детаљ у роману је рука апостола Петра која се налази испод Магдалениног врата и којом као да јој пријети. И последњи детаљ је нечија рука која држи нож, мада се не зна чија је то рука.
Међутим, Леонардова слика није никакав историјски извор, пошто је насликана 1500 година после наводних дешавања, већ уметникова интерпретација сцене из Библије. Тако на пример, Исус и апостоли изгледају као Европљани и не носе јеврејску одећу из Христовог времена. Апостоли и Исус су окупљени за столом по дану, док се на Пасху јело после заласка сунца и то јагњетина, а не риба, као што је приказано на слици.

### Витезови темплари
Када је цар Константин I објавио Библију, он се, према Брауну, одлучио решити свих докумената који су указивали на тврдње супротне библијским. Црква је вековима уништавала документацију која је сведочила о Исусовом људском пореклу. Међутим у 11. веку, папа је сазнао да у Јерусалиму постоје четири ковчега најважнијих списа који сведоче о правом пореклу Исуса Христа, као и тело Марије Магдалене. У страху од пропасти Цркве, папа је организовао крсташке ратове, под изговором да жели ослободити Јерусалим од ислама. Том походу се придружују и витезови темплари који имају за циљ пронаћи тајне списе и Магдаленин гроб, што и успевају. Са својим благом се враћају у Европу и уцењују папу. Папа им даје неограничену моћ у Европи, како би их ућуткао. Темплари су вековима грабили новац и злато и постајали све моћнији и моћнији. Како се њихов број временом повећавао, постали су претња Католичкој цркви да ће је надвладати. Тадашњи папа се одлучио да их све прогласити поборницима сотонизма, послао војску да униште темпларе. Тог дана, у петак, 13. октобра 1307. године, су стотине темплара горили на ломачама. Бригу око списа и Магдалениног гроба преузима Сионски приорат. Те су списе назвали Сангреал.

### Сионски приорат
У роману, Сионски приорат је тајно друштво настало у 12. вијеку како би се бринуло о следеће три ствари:
- Чување списа о Исусовом пореклу (Сангреала)
- Чување Магдалениног тела
- Брига о потомству Исуса Христа и Марије Магдалене

Сионски прироат је оформио Ред Витезова темплара, као своје војске која предухитрила папу у походу на Сангреал. На врху тог друштва се налази Велики мајстор са своја три помоћника који једини знају локацију Сангреала. Велики мајстори су у обично били значајне особе великог интелектуалног доприноса друштву. Па тако, Велики мајстори Сионског приората су били: Леонардо да Винчи, Исак Њутн, Ботичели, Виктор Иго и многи други. Сионски приорат је скоро 900 година скривао Сангреал и бринуо се о Исусовом потомству. Сионски приорат је направио Кључни камен који представља путоказ који води до Сангреала.
Прави Сионски приорат је било удружење које је основао Пјер Плантар 1956, који је касније под заклетвом признао да је осмислио читаву превару.

### Опус деи
У роману, Опус деи је католички ред коју следи десетине хиљада католика широм света. Седиште јој је у Њујорку, а вредна је 47 милиона долара. Оснивач и главни бискуп те секте је Мануел Арингароса. Секта има пуну подршку Ватикана. Специфична је по томе што проповиједа самокажњавање као ослобађање од гријеха. Активни чланови те секте се често бичују и носе ремене око бутине са шиљцима са унутрашње стране који им се зарију у месо, те контролишу њихове сексуалне потребе.
Прави Опус деи није католички ред, пошто већина његових чланова нису монаси, већ обични људи.

## Судски процеси
Од момента појављивања је књига изазвала многе реакције, али кад је тираж почео да се приближава броју од 40 милиона примерака многи су осетили да су закинути за свој део.
Прво је писац Луис Пердју тужио Брауна да се у „Да Винчијевом коду“ налазе елементи из његових романа „Божја ћерка“ и „Да Винчијева заоставштина“. Тражио је 150 милиона долара одштете, прекид дистрибуције књиге и снимања филма са Томом Хенксом у главној улози. У августу 2005. се тужба одбацује.
Следећа тужба се покреће 27. јануара 2006. године када Мајкл Бејџент и Ричард Ли туже Брауна да је плагирао њихов хит „Света крв, свети грал“ из 1982. године.